# Jättekungsfiskare
Jättekungsfiskare (Megaceryle maxima) är en fågel i familjen kungsfiskare inom ordningen praktfåglar.

## Utseende och läte
Jättekungsfiskaren gör skäl för sitt namn med sin massiva storlek och mycket kraftiga dolklika näbb. Fjäderdräkten är marmorerat svartvit, på huvudet en liten tofs. Den har även lite kastanjebrunt, hos hanen på övre delen av bröstet och hos honan på buk och vingundersidorna. Lätet är en serie skrovliga och hårda "kek" och "kakh".

## Utbredning och systematik
Jättekungsfiskare delas upp i två underarter:
- M. m. maxima – förekommer från Senegal till Etiopien och Sydafrika
- M. m. gigantea – regnskog i Liberia till västra Tanzania och norra Angola

## Levnadssätt
Jättekungsfiskare hittas vid floder, sjöar och träsk, men även vid kusten i flodmynningar, mangrove och kuststräckor. Där ses den i par, jagande efter fisk, krabbor, grodor och ryggradslösa djur.

## Status och hot
Arten har ett stort utbredningsområde, men tros minska i antal, dock inte tillräckligt kraftigt för att den ska betraktas som hotad. Internationella naturvårdsunionen IUCN listar arten som livskraftig (LC).